# C15H22N2O6
化学式C15H22N2O6（摩尔质量：326.349 g/mol）可以指：
- 尼普地洛，CAS号：81486-22-8
- 赖氨匹林，CAS号：62952-06-1

|  | 这个同类索引页列出了具有相同分子式的化学物（即同分異構體）条目。 除非您是有意链接至本页，否则应将相应条目的内部链接指向正确的条目。 |